# سیاه گل (امیدیه)
سیاه گل (امیدیه)، روستایی از توابع بخش جایزان شهرستان امیدیه در استان خوزستان ایران است.
مردم این روستا عرب و از طایفه دیلمی هستند.

## جمعیت
این روستا در دهستان جایزان قرار دارد و براساس سرشماری مرکز آمار ایران در سال ۱۳۸۵، جمعیت آن ۲۸۲ نفر (۵۹خانوار) بوده‌است.